# Metro w Moskwie

Dynamiczna mapa rozwoju sieci linii moskiewskiego metra w latach 1935–2019

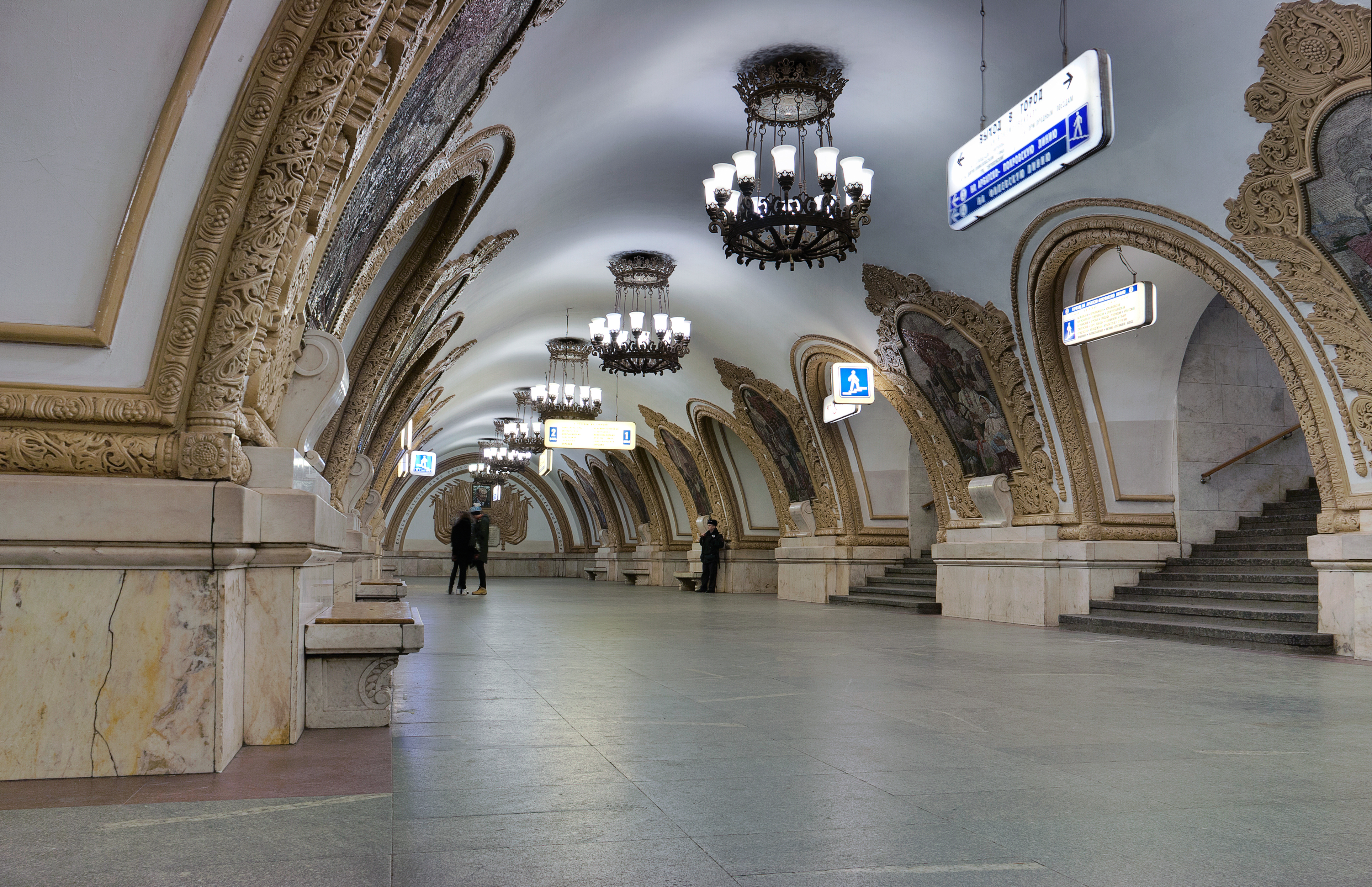
Stacja Kijewskaja

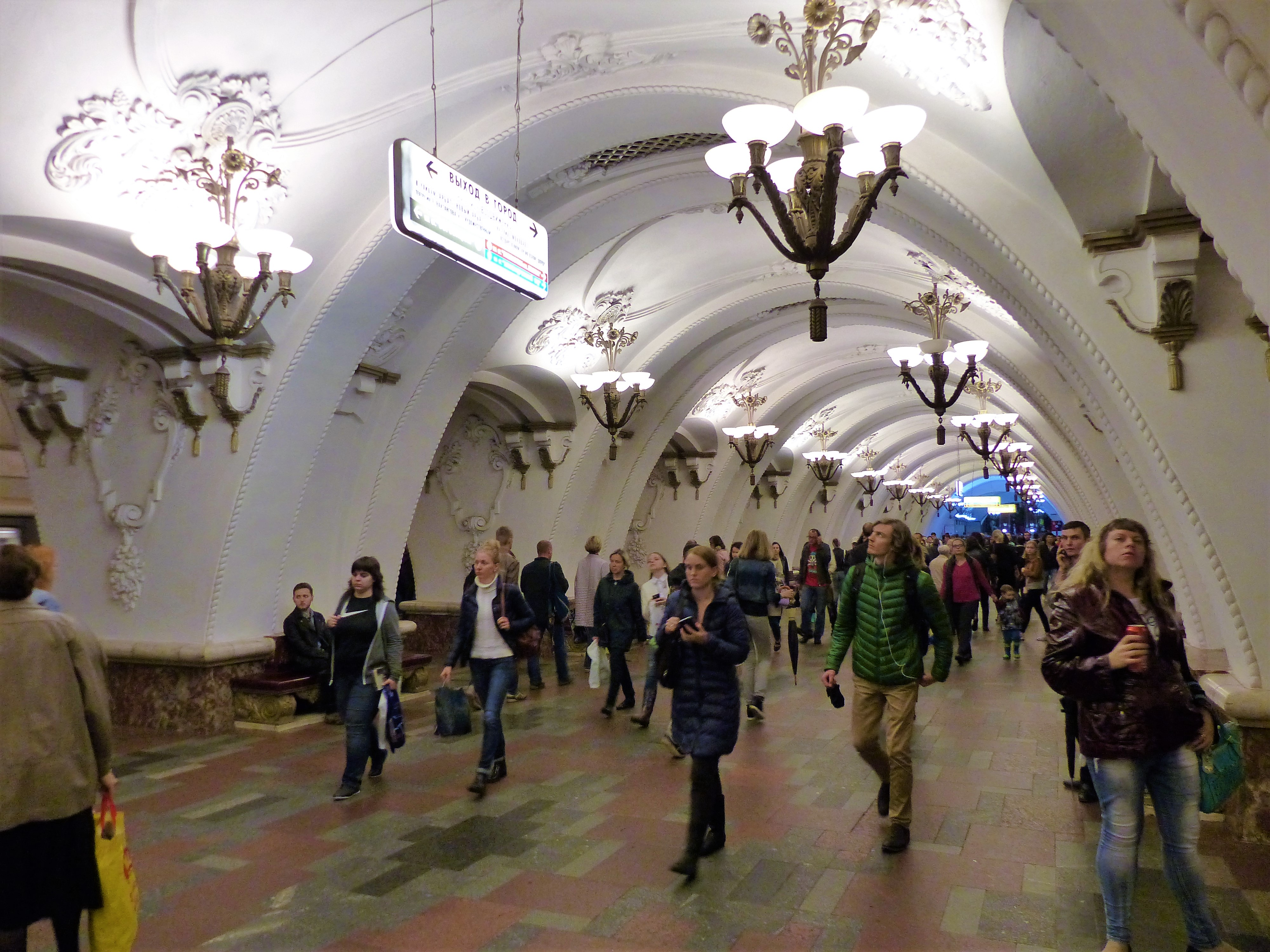
Stacja Arbatskaja

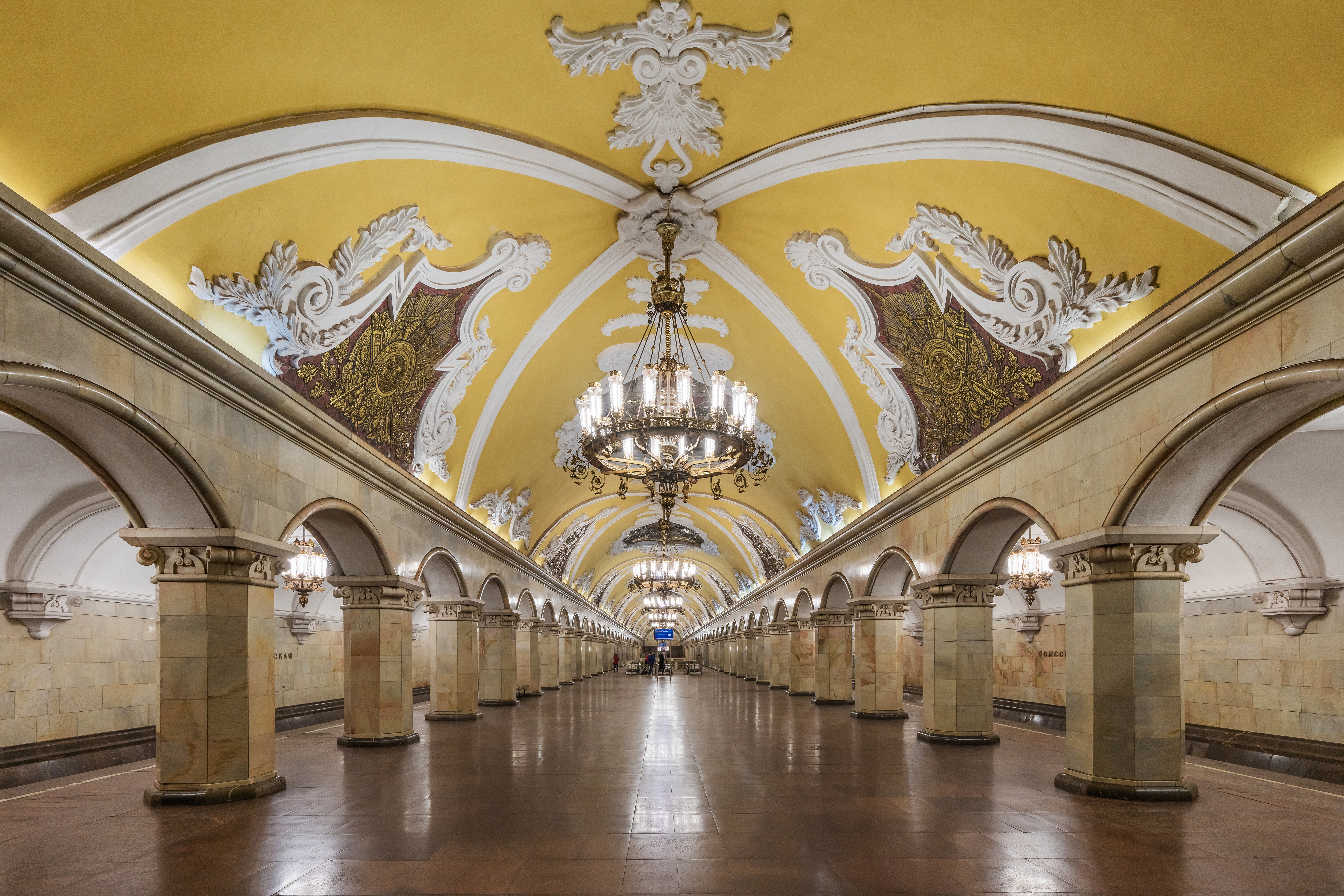
Stacja Komsomolskaja

Metro w Moskwie (ros. Московский метрополитен, Moskowskij mietropolitien; pełna nazwa Государственное унитарное предприятие города Москвы «Московский ордена Ленина и ордена Трудового Красного Знамени метрополитен имени В. И. Ленина») – system kolei miejskiej, głównie podziemnej, zlokalizowany w stolicy Rosji – Moskwie i częściowo w obwodzie moskiewskim. Jest pierwszym systemem metra oddanym do użytku w Rosji (otwarto 15 maja 1935 r.). System składa się z 15 linii; jego długość wynosi 462.4 kilometra, na których znajduje się 268 stacji. Należy do najbardziej obciążonych systemów metra na świecie. Codziennie korzysta z niego średnio 7.54 miliona pasażerów (2021 rok).
Metro moskiewskie wyróżniają przede wszystkim stacje, których część uważana jest za wzorcowy przykład architektury socrealizmu (44 z nich zostały zaliczone do obiektów dziedzictwa kulturowego Rosji). Ich wnętrza przypominają pałace, pod sufitami wiszą misterne żyrandole.

## Statystyki[3]
- Odległość między stacjami:
  - średnia – 1,8 km
  - najmniejsza – 0,5 km
  - największa – 6,47 km
- Stacji – 263
- Największa głębokość stacji – 84 m
- Schody ruchome:
  - liczba – 637
  - łączna długość – 66,8 km
  - największa długość – 126 m
- Zajezdni – 21
- Wagony:
  - liczba – 5956
  - średnio dziennie używanych – 3438
- Średnia dzienna trasa wagonu – 548,7 km
- Średnia prędkość – 41,62 km/h
- Zatrudnionych – 35 623
- Zgodność z rozkładem jazdy – 99,98%
- Najmniejszy odstęp między odjazdami – 1,5 minuty
- Długość przeciętnej podróży – 13 km

## Historia
Pierwszy projekt moskiewskiego metra powstał w 1901. Do wybuchu I wojny światowej powstały także inne, nowe projekty budowy metra w Moskwie.
Pierwszą linię moskiewskiego metra uruchomiono 15 maja 1935 i przebiegała ona od stacji Sokolniki do stacji Park Kultury z odgałęzieniem do stacji Smolenskaja (to odgałęzienie to linia Arbatskaja przedłużona do stacji Kijewskaja, przechodząc przez rzekę Moskwę po moście).
W latach 1957–1992 metro nosiło imię W. I. Lenina (ros. Московский метрополитен имени В. И. Ленина). Wcześniej jego patronem był Łazar Kaganowicz.
Do wybuchu II wojny światowej zbudowano jeszcze 2 nowe linie. W marcu 1938 linia Arbatskaja została przedłużona do stacji Kurskaja (obecnie ta część nazywa się linią Arbatsko-Pokrowską). We wrześniu 1938 otworzono linię Gorkowsko-Zamoskworeczną, od stacji Sokoł do stacji Teatralnaja.
Projekty dalszej kompleksowej rozbudowy metra zostały zawieszone podczas wojny. Rozpoczęto tylko budowę fragmentów linii: Teatralnaja – Awtozawodskaja (z przejściem przez rzekę Moskwę podziemnym tunelem) oraz Kurskaja – Izmaiłowskij Park (4 stacje).
Jesienią 1941 metro służyło za schron przeciwlotniczy, a pewna część wagonów została ewakuowana. Zgodnie z postanowieniem państwowego komitetu obrony z 15 października 1941 w wypadku pojawienia się wroga u wrót Moskwy metro miało zostać zniszczone.
Po wojnie rozpoczęto budowę czwartego etapu metra linii Kolcewej i głębokiego odcinka linii Arbatskiej od stacji Plac Rewolucji do stacji Kijewskiej.
Początkowo linię Kolcewą zamierzano poprowadzić pod Pierścieniem Sadowym (Sadowoje Kolco) (który stanowił granicę miasta w XVI wieku). Pierwsza część linii od stacji Park Kultury do stacji Kurskaja (1950) przebiegała właśnie w ten sposób. Później jednak północną część linii Kolcewej postanowiono zbudować 1–1,5 km od Sadowego Kolca i w ten sposób zapewniono dostęp do 7 z 9 moskiewskich stacji. Druga część linii Kolcewej została otwarta w 1952 (stacja Kurskaja – stacja Biełorusskaja), a w 1954 budowę linii zakończono.
Budowa głębokiej części linii Arbatskiej przebiegała w czasach zimnej wojny i przewidywano jej wykorzystanie jako schronu przeciwatomowego na wypadek wojny. Po zakończeniu budowy linii w 1953, jej górna część została zamknięta (od stacji Płoszczad Riewolucii do Kijewskiej), ale w 1958 znów została оtwarta jako część linii Filowskiej.
Później już nie posługiwano się terminem „etap” jako część planu rozbudowy, jednak oddane w latach 1957–1958 określa się czasem jako piąty „etap”.
W styczniu 1977 i w lutym 2004 miały miejsce zamachy, a w marcu 2010 zorganizowano dwa zamachy.
15 lutego 2016 otwarta została 200. stacja metra – Sałarjewo.
Do sieci metra została zaliczona także moskiewska kolej jednoszynowa, wcześniej oznaczana М1, oraz ukończony w 2016 roku moskiewski pierścień centralny – w większości naziemny pierścień kolei otaczający historyczne granice Moskwy.

## Kalendarium
| Data                 | Linia                                              | Odcinek / Stacja                                                                         | Liczba nowych stacji                                                                 | Liczba wszystkich stacji | Długość odcinka (km)                                                                       | Długość łączna (km)                                                                               | Komentarz |
| -------------------- | -------------------------------------------------- | ---------------------------------------------------------------------------------------- | ------------------------------------------------------------------------------------ | ------------------------ | ------------------------------------------------------------------------------------------ | ------------------------------------------------------------------------------------------------- | --- |
| 15 maja 1935         |                                                    | Sokolniki – Park Kultury / Smolenskaja ТCz-1 Siewiernoje                                 | 13                                                                                   | 13                       | 11,0                                                                                       | 11,0                                                                                              | Rozwidlenie za stacją Ochotnyj riad |
| 20 marca 1937        | Smolenskaja – Kijewskaja                           | 1                                                                                        | 14                                                                                   | 1,34                     | 12,34                                                                                      |                                                                                                   | Rozwidlenie za stacją Ochotnyj riad |
| 13 marca 1938        |                                                    | Aleksandrowskij Sad – Kurskaja                                                           | 2                                                                                    | 16                       | 3,39                                                                                       | 14,83                                                                                             | Zamknięcie rozwidlenia na linii Sokolniczeskiej dla ruchu pasażerskiego; odcinek Aleksandrowskij Sad – Kijewskaja włączono w skład linii Arbatsko-Pokrowskiej |
| 11 września 1938     |                                                    | Teatralnaja – Sokoł ТCz-2 Sokoł                                                          | 6                                                                                    | 22                       | 8,52                                                                                       | 23,35                                                                                             | Bez Twierskiej |
| 1 stycznia 1943      | Teatralnaja – Awtozawodskaja                       | 1                                                                                        | 23                                                                                   | 6,24                     | 29,59                                                                                      | Bez Nowokuznieckiej i Pawieleckiej                                                                | |
| 20 listopada 1943    | Nowokuznieckaja, Pawieleckaja                      | 2                                                                                        | 25                                                                                   | 0                        | 29,59                                                                                      | Nowe stacje na będącym w eksploatacji torze między stacjami Teatralnaja i Awtozawodskaja          | |
| 18 stycznia 1944     |                                                    | Kurskaja – Partizanskaja                                                                 | 3                                                                                    | 28                       | 7,05                                                                                       | 36,64                                                                                             | Bez Elektrozawodskiej |
| 15 maja 1944         | Elektrozawodskaja                                  | 1                                                                                        | 29                                                                                   | 0                        | Nowa stacja na będącym w eksploatacji torze między stacjami Baumanskaja i Siemionowskaja   | 36,64                                                                                             | |
| 1 stycznia 1950      |                                                    | Park Kultury – Kurskaja                                                                  | 6                                                                                    | 35                       | 6,37                                                                                       | 43,01                                                                                             | – |
| 10 stycznia 1950     |                                                    | ТCz-3 Izmajłowo                                                                          | 0                                                                                    | 35                       | (1,5)                                                                                      | 43,01                                                                                             | – |
| 30 stycznia 1952     |                                                    | Kurskaja – Biełoruskaja                                                                  | 4                                                                                    | 39                       | 6,98                                                                                       | 49,99                                                                                             | – |
| 5 kwietnia 1953      |                                                    | Płoszczad´ Riewolucyi – Kijewskaja                                                       | -4                                                                                   | 38                       | −4,13                                                                                      | 50,53                                                                                             | Zamknięcie odcinka położonego na niewielkiej głębokości. Ze względu na fakt, iż płytkie stacje nie mogłyby być wykorzystywane jako schrony przeciwlotnicze (w czasie II wojny światowej niemiecka bomba uszkodziła strop stacji Arbatskaja), zdecydowano się na budowę stacji i tuneli na większej głębokości w zbliżonym śladzie |
| 5 kwietnia 1953      | Płoszczad´ Riewolucyi – Kijewskaja                 | 3                                                                                        | 4,66                                                                                 | 38                       | Otwarcie odcinka głębokiego                                                                | 50,53                                                                                             | |
| 14 marca 1954        |                                                    | Biełoruskaja – Park Kultury                                                              | 2                                                                                    | 40                       | 5,95                                                                                       | 56,48                                                                                             | Domknięcie okręgu linii Kolcewej |
| 1 kwietnia 1954      | ТCz-4 Krasnaja Priesnia                            | 0                                                                                        | 0                                                                                    | 40                       | –                                                                                          | 56,48                                                                                             | |
| 24 września 1954     |                                                    | Partizanskaja – Pierwomajskaja (tymczasowa)                                              | 1                                                                                    | 41                       | 1,5                                                                                        | 57,98                                                                                             | Tymczasowy końcowy przystanek Pierwomajskaja na terenie stacji techniczno-postojowej ТCz-3 Izmajłowo; pierwsza naziemna oraz jedyna stacja z drewnianym zadaszeniem w historii metra moskiewskiego |
| 1 maja 1957          |                                                    | Park Kultury – Sportiwnaja                                                               | 2                                                                                    | 43                       | 2,43                                                                                       | 60,41                                                                                             | – |
| 1 maja 1958          |                                                    | Prospekt Mira – WDNCh                                                                    | 4                                                                                    | 47                       | 4,53                                                                                       | 64,94                                                                                             | – |
| 7 listopada 1958     |                                                    | Aleksandrowskij Sad – Kutuzowskaja                                                       | 6                                                                                    | 53                       | 5,35                                                                                       | 70,29                                                                                             | W skład nowo utworzonej linii Filowskiej włączono zamknięty w 1953 roku płytki odcinek linii Arbatsko-Pokrowskiej |
| 12 stycznia 1959     |                                                    | Sportiwnaja – Uniwiersitiet                                                              | 2                                                                                    | 55                       | 4,49                                                                                       | 74,78                                                                                             | – |
| 7 listopada 1959     |                                                    | Kutuzowskaja – Fili                                                                      | 1                                                                                    | 56                       | 1,64                                                                                       | 76,42                                                                                             | – |
| 13 października 1961 | Fili – Pionierskaja                                | 3                                                                                        | 59                                                                                   | 3,54                     | 79,96                                                                                      |                                                                                                   | – |
| 21 października 1961 |                                                    | Partizanskaja – Pierwomajskaja                                                           | 2                                                                                    | 60                       | 3,69                                                                                       | 82,15                                                                                             | Zastąpienie tymczasowej stacji Pierwomajskaja docelowym przystankiem Izmajłowskaja |
| 1 stycznia 1962      |                                                    | ТCz-9 Fili                                                                               | 0                                                                                    | 60                       | 0                                                                                          | 82,15                                                                                             | – |
| 13 października 1962 |                                                    | Oktiabr´skaja – Nowyje Czeriomuszki ТCz-5 Kałużskoje                                     | 5                                                                                    | 65                       | 8,07                                                                                       | 90,22                                                                                             | Bez Szabołowskiej |
| 22 lipca 1963        |                                                    | Pierwomajskaja – Szczołkowskaja                                                          | 1                                                                                    | 66                       | 1,64                                                                                       | 91,86                                                                                             | – |
| 30 grudnia 1963      |                                                    | Uniwiersitiet – Jugo-Zapadnaja                                                           | 2                                                                                    | 68                       | 4,55                                                                                       | 96,41                                                                                             | – |
| 15 kwietnia 1964     |                                                    | Nowyje Czeriomuszki – Kałużskaja                                                         | 1                                                                                    | 69                       | 1,5                                                                                        | 97,91                                                                                             | Tymczasowy końcowy przystanek Kałużskaja na terenie stacji techniczno-postojowej ТCz-5 Kałużskoje |
| 30 grudnia 1964      |                                                    | Sokoł – Riecznoj wokzał                                                                  | 3                                                                                    | 72                       | 6,22                                                                                       | 104,13                                                                                            | – |
| 5 lipca 1965         |                                                    | Pionierskaja – Mołodiożnaja                                                              | 1                                                                                    | 73                       | 3,8                                                                                        | 107,93                                                                                            | Bez Kuncewskiej |
| 31 sierpnia 1965     | Kuncewskaja                                        | 1                                                                                        | 74                                                                                   | 0                        | Nowa stacja na będącym w eksploatacji torze między stacjami Pionierskaja i Mołodiożnaja    | 107,93                                                                                            | |
| 31 grudnia 1965      |                                                    | Sokolniki – Prieobrażenskaja płoszczad´                                                  | 1                                                                                    | 75                       | 2,52                                                                                       | 110,45                                                                                            | – |
| 31 grudnia 1966      |                                                    | Taganskaja – Wychino ТCz-11 Wychino                                                      | 7                                                                                    | 82                       | 12,94                                                                                      | 123,39                                                                                            | – |
| 11 sierpnia 1969     |                                                    | Awtozawodskaja – Kachowskaja ТCz-7 Zamoskworieckoje                                      | 4                                                                                    | 86                       | 9,54                                                                                       | 132,93                                                                                            | Bez Technoparku |
| 30 grudnia 1970      |                                                    | Oktiabr´skaja – Kitaj-gorod                                                              | 2                                                                                    | 88                       | 3,85                                                                                       | 136,78                                                                                            | – |
| 30 grudnia 1970      |                                                    | Taganskaja – Kitaj-gorod                                                                 | 1                                                                                    | 89                       | 2,02                                                                                       | 138,8                                                                                             | – |
| 31 grudnia 1971      |                                                    | Kitaj-gorod – Prospekt Mira                                                              | 2                                                                                    | 91                       | 2,88                                                                                       | 141,68                                                                                            | Połączenie rozdzielonych odcinków północnego i południowego linii Kałużsko-Ryskiej |
| 30 grudnia 1972      |                                                    | Barrikadnaja – Oktiabr´skoje pole                                                        | 5                                                                                    | 96                       | 7,24                                                                                       | 148,92                                                                                            | – |
| 12 sierpnia 1974     |                                                    | Nowyje Czeriomuszki – Bielajewo Kałużskaja                                               | 1                                                                                    | 97                       | 3,61                                                                                       | 151,03                                                                                            | Zastąpienie tymczasowej stacji Kałużskaja docelowym przystankiem |
| 17 grudnia 1975      |                                                    | Kitaj-gorod – Barrikadnaja                                                               | 2                                                                                    | 99                       | 4,04                                                                                       | 155,07                                                                                            | Połączenie rozdzielonych odcinków wschodnio-północnego i zachodnio-południowego linii Tagansko-Krasnopriesnienskiej |
| 30 grudnia 1975      | Oktiabr´skoje pole – Płaniernaja ТCz-6 Płaniernoje | 4                                                                                        | 103                                                                                  | 9,68                     | 164,75                                                                                     | Bez Spartaku                                                                                      | |
| 29 września 1978     |                                                    | WDNCh – Miedwiedkowo                                                                     | 4                                                                                    | 107                      | 8,1                                                                                        | 172,85                                                                                            | – |
| 30 września 1978     | ТCz-10 Swibłowo                                    | 0                                                                                        | 0                                                                                    | 107                      |                                                                                            | 172,85                                                                                            | – |
| 20 lipca 1979        |                                                    | Twierskaja                                                                               | 0                                                                                    | 1                        | 108                                                                                        | 172,85                                                                                            | Nowa stacja na będącym w eksploatacji torze między stacjami Majakowskaja i Teatralnaja |
| 30 grudnia 1979      |                                                    | Marksistskaja – Nowogiriejewo ТCz-12 Nowogiriejewo                                       | 6                                                                                    | 114                      | 11,41                                                                                      | 184,26                                                                                            | – |
| 5 listopada 1980     |                                                    | Szabołowskaja                                                                            | 1                                                                                    | 115                      | 0                                                                                          | 184,26                                                                                            | Nowa stacja na będącym w eksploatacji torze między stacjami Oktiabr´skaja i Leninskij prospiekt |
| 25 października 1983 |                                                    | Worobjowy Gory                                                                           | -1                                                                                   | 114                      | 0                                                                                          | 184,26                                                                                            | Zamknięcie mostu na którym znajduje się stacja z powodu korozji grożącej katastrofą budowlaną |
| 4 listopada 1983     |                                                    | Sierpuchowskaja – Jużnaja ТCz-8 Warszawskoje                                             | 8                                                                                    | 122                      | 12,95                                                                                      | 197,21                                                                                            | – |
| 30 grudnia 1984      |                                                    | Kaszyrskaja – Oriechowo                                                                  | 3                                                                                    | 125                      | 6,39                                                                                       | 203,6                                                                                             | Otwarcie rozwidlenia za stacją Kaszyrskaja; linia Zamoskworieckaja zaczęła obsługiwać dwie trasy: Riecznoj wokzał – Kachowskaja oraz Riecznoj wokzał – Oriechowo; odcinek do przystanku Oriechowo zamknięto 31 grudnia 1984 roku z powodu zalania tuneli; ponownie otwarcie 9 lutego 1985 roku                                    |
| 7 września 1985      | Oriechowo – Krasnogwardiejskaja                    | 2                                                                                        | 127                                                                                  | 3,39                     | 206,99                                                                                     | –                                                                                                 | |
| 6 listopada 1985     |                                                    | Jużnaja – Prażskaja                                                                      | 1                                                                                    | 128                      | 1,14                                                                                       | –                                                                                                 | 208,13 |
| 23 stycznia 1986     | Sierpuchowskaja – Borowickaja                      | 2                                                                                        | 130                                                                                  | 2,83                     | 210,96                                                                                     | –                                                                                                 | |
| 25 stycznia 1986     |                                                    | Marksistskaja – Trietjakowskaja                                                          | 1                                                                                    | 131                      | 1,66                                                                                       | –                                                                                                 | 212,62 |
| 6 listopada 1987     |                                                    | Bielajewo – Tiopłyj Stan                                                                 | 2                                                                                    | 133                      | 2,99                                                                                       | –                                                                                                 | 215,61 |
| 31 grudnia 1987      |                                                    | Borowickaja – Czechowskaja                                                               | 1                                                                                    | 134                      | 1,63                                                                                       | –                                                                                                 | 217,24 |
| 31 grudnia 1988      | Czechowskaja – Sawiołowskaja                       | 3                                                                                        | 137                                                                                  | 4,23                     | 221,47                                                                                     | –                                                                                                 | |
| 31 grudnia 1989      |                                                    | Mołodiożnaja – Kryłatskoje                                                               | 1                                                                                    | 138                      | 1,94                                                                                       | –                                                                                                 | 223,41 |
| 17 stycznia 1990     |                                                    | Tiopłyj Stan – Nowojasieniewskaja                                                        | 2                                                                                    | 140                      | 3,6                                                                                        | –                                                                                                 | 227,01 |
| 3 sierpnia 1990      |                                                    | Prieobrażenskaja płoszczad´ – Bulwar Rokossowskogo ТCz-13 Czerkizowo                     | 2                                                                                    | 142                      | 3,81                                                                                       | –                                                                                                 | 230,82 |
| 7 marca 1991         |                                                    | Sawiołowskaja – Otradnoje ТCz-14 Władykino                                               | 5                                                                                    | 147                      | 8,63                                                                                       | –                                                                                                 | 239,45 |
| 31 grudnia 1992      | Otradnoje – Bibiriewo                              | 1                                                                                        | 148                                                                                  | 2,61                     | 242,06                                                                                     | –                                                                                                 | |
| 15 lipca 1994        | Bibiriewo – Ałtufjewo                              | 1                                                                                        | 149                                                                                  | 1,99                     | 244,05                                                                                     | –                                                                                                 | |
| 20 listopada 1995    |                                                    | Kachowskaja (linia)                                                                      | 1                                                                                    | 150                      | -0,45                                                                                      | 243,6                                                                                             | Wydzielenie odnogi linii Zamoskworieckiej jako niezależnej nitki; do czasu otwarcia pierwszego odcinka linii Bolszej Kolcewej oznacza numerem 11 |
| 28 grudnia 1995      |                                                    | Czkałowskaja – Wołżskaja ТCz-15 Pieczatniki                                              | 6                                                                                    | 156                      | 12,19                                                                                      | 256,24                                                                                            | Bez Dubrowki |
| 25 grudnia 1996      | Wołżskaja – Marjino                                | 3                                                                                        | 159                                                                                  | 5,44                     | 261,68                                                                                     | –                                                                                                 | |
| 11 grudnia 1999      | Dubrowka                                           | 1                                                                                        | 160                                                                                  | 0                        | 261,68                                                                                     | Nowa stacja na będącym w eksploatacji torze między stacjami Krestjanskaja zastawa i Kożuchowskaja | |
| 31 sierpnia 2000     |                                                    | Prażskaja – Ulica Akadiemika Jangiela                                                    | 1                                                                                    | 161                      | 1,98                                                                                       | 263,66                                                                                            | – |
| 12 grudnia 2001      | Ulica Akadiemika Jangiela – Annino                 | 1                                                                                        | 162                                                                                  | 1,41                     | 265,07                                                                                     |                                                                                                   | – |
| 14 grudnia 2002      |                                                    | Worobjowy Gory                                                                           | 1                                                                                    | 163                      | 265,07                                                                                     | 0                                                                                                 | Ponowne otwarcie po remoncie mostu, na którym znajduje się stacja |
| 26 grudnia 2002      |                                                    | Annino – Bulwar Dmitrija Donskogo                                                        | 1                                                                                    | 164                      | 2,08                                                                                       | 267,15                                                                                            | – |
| 6 maja 2003          |                                                    | Kijewskaja – Park Pobiedy                                                                | 1                                                                                    | 165                      | 3,2                                                                                        | 270,35                                                                                            | – |
| 27 grudnia 2003      |                                                    | Ulica Starokaczałowskaja – Buninskaja alleja                                             | 5                                                                                    | 170                      | 5,53                                                                                       | 275,88                                                                                            | Otwarcie jako linia metra lekkiego L1 (Л1); nadanie numeru 12 w marcu 2014 roku |
| 20 listopada 2004    |                                                    | Timiriaziewskaja – Ulica Siergieja Eisensteina                                           | 6                                                                                    | 170                      | 0                                                                                          | 275,88                                                                                            | Kolej jednoszynowa; włączenie do sieci metra i nadanie numeru 13 w marcu 2014 roku |
| 10 września 2005     |                                                    | Kijewskaja – Wystawocznaja                                                               | 1                                                                                    | 171                      | 2,2                                                                                        | 278,08                                                                                            | Odcinek pierwotnie oznaczany numerem 4; w grudniu 2020 roku trasie linii Filowskiej od Aleksandrowskiego Sadu do Meżdunarodnej nadano numer 4A |
| 30 sierpnia 2006     | Wystawocznaja – Meżdunarodnaja                     | 1                                                                                        | 172                                                                                  | 0,5                      | 278,58                                                                                     |                                                                                                   | Odcinek pierwotnie oznaczany numerem 4; w grudniu 2020 roku trasie linii Filowskiej od Aleksandrowskiego Sadu do Meżdunarodnej nadano numer 4A |
| 30 sierpnia 2007     |                                                    | Czkałowskaja – Trubnaja                                                                  | 1                                                                                    | 173                      | 3,05                                                                                       | 281,63                                                                                            | Bez Sretenskiego Bulwaru |
| 29 grudnia 2007      | Sretenskij Bulwar                                  | 1                                                                                        | 174                                                                                  | 0                        | Nowa stacja na będącym w eksploatacji torze między stacjami Czkałowskaja i Trubnaja        | 281,63                                                                                            | |
| 7 stycznia 2008      |                                                    | Park Pobiedy – Strogino                                                                  | 2                                                                                    | 176                      | 11,27                                                                                      | 292,9                                                                                             | Bez Sławianskiego Bulwaru; odcinek między stacjami Kuncewskaja i Kryłatskoje odłączono od linii Filowskiej i włączono w skład nitki Arbatsko-Pokrowskiej |
| 7 września 2008      | Sławianskij Bulwar                                 | 1                                                                                        | 177                                                                                  | 0                        | Nowa stacja na będącym w eksploatacji torze między stacjami Park Pobiedy i Kuncewskaja     | 292,9                                                                                             | |
| 26 grudnia 2009      | Strogino – Mitino                                  | 3                                                                                        | 180                                                                                  | 5,9                      | 298,8                                                                                      | –                                                                                                 | |
| 19 czerwca 2010      |                                                    | Trubnaja – Marina Roszcza                                                                | 2                                                                                    | 182                      | 2,4                                                                                        | –                                                                                                 | 301,2 |
| 2 grudnia 2011       | Marjino – Ziablikowo                               | 3                                                                                        | 185                                                                                  | 4,5                      | 305,7                                                                                      | –                                                                                                 | |
| 30 sierpnia 2012     |                                                    | Nowogiriejewo – Nowokosino                                                               | 1                                                                                    | 186                      | 3,2                                                                                        | –                                                                                                 | 308,9 |
| 24 grudnia 2012      |                                                    | Krasnogwardiejskaja – Ałma-Atinskaja                                                     | 1                                                                                    | 187                      | 3                                                                                          | –                                                                                                 | 311,9 |
| 28 grudnia 2012      |                                                    | Mitino – Piatnickoje Szosse                                                              | 1                                                                                    | 188                      | 1,4                                                                                        | –                                                                                                 | 313,3 |
| 9 listopada 2013     |                                                    | Wychino – Żulebino                                                                       | 2                                                                                    | 190                      | 4,8                                                                                        | –                                                                                                 | 318,1 |
| 15 stycznia 2014     |                                                    | ТCz-17 Bratiejewo                                                                        | 0                                                                                    | 190                      | 0                                                                                          | –                                                                                                 | 318,1 |
| 31 stycznia 2014     |                                                    | Diełowoj centr – Park Pobedy                                                             | 2                                                                                    | 192                      | 3,4                                                                                        | 321,5                                                                                             | Ruch wahadłowy po jednym torze |
| 27 lutego 2014       |                                                    | Ulica Starokaczałowskaja – Bitcewskij park                                               | 2                                                                                    | 194                      | 4,5                                                                                        | 326                                                                                               | – |
| 27 sierpnia 2014     |                                                    | Spartak                                                                                  | 1                                                                                    | 195                      | 0                                                                                          | 326                                                                                               | Nowa stacja na będącym w eksploatacji torze między stacjami Szczukinskaja i Tuszynskaja |
| 8 grudnia 2014       |                                                    | Jugo-Zapadnaja – Tropariowo                                                              | 1                                                                                    | 196                      | 2,1                                                                                        | 328,1                                                                                             | – |
| 21 września 2015     |                                                    | Żulebino – Kotielniki                                                                    | 1                                                                                    | 197                      | 1,4                                                                                        | 329,5                                                                                             | – |
| 28 grudnia 2015      |                                                    | Technopark                                                                               | 1                                                                                    | 198                      | 0                                                                                          | 329,5                                                                                             | Nowa stacja na będącym w eksploatacji torze między stacjami Awtozawodzkaja i Kołomenskaja |
| 18 stycznia 2016     |                                                    | Tropariowo – Rumiancewo                                                                  | 1                                                                                    | 199                      | 2,5                                                                                        | 332                                                                                               | – |
| 15 lutego 2016       | Rumiancewo – Sałarjewo                             | 1                                                                                        | 200                                                                                  | 1,9                      | 333,9                                                                                      |                                                                                                   | – |
| 10 września 2016     |                                                    | Moskiewski pierścień centralny                                                           | 26                                                                                   | 200                      | 0                                                                                          | 333,9                                                                                             | Bez Sokolinej Gory, Dubrowki, Koptewa, Zorge i Panfilowskiej |
| 16 września 2016     |                                                    | Marina Roszcza – Pietrowsko-Razumowskaja                                                 | 3                                                                                    | 203                      | 5,4                                                                                        | 339,3                                                                                             | – |
| 24 grudnia 2016      |                                                    | TCz-16 Mitino                                                                            | 0                                                                                    | 203                      | 0                                                                                          | 339,3                                                                                             | – |
| 11 października 2016 |                                                    | Sokolinaja Gora                                                                          | 2                                                                                    | 203                      | 0                                                                                          | 339,3                                                                                             | Nowa stacja na będącym w eksploatacji torze między stacjami Szosse Entuziastow i Izmajłowo |
| 11 października 2016 | Dubrowka                                           | Nowa stacja na będącym w eksploatacji torze między stacjami Awtozawodskaja i Ugreszskaja | 2                                                                                    | 203                      | 0                                                                                          | 339,3                                                                                             | |
| 1 listopada 2016     | Koptewo                                            | 1                                                                                        | Nowa stacja na będącym w eksploatacji torze między stacjami Bałtijskaja i Łichobory  | 203                      | 0                                                                                          | 339,3                                                                                             | |
| 4 listopada 2016     | Zorge                                              | 1                                                                                        | Nowa stacja na będącym w eksploatacji torze między stacjami Streszniewo i Choroszowo | 203                      | 0                                                                                          | 339,3                                                                                             | |
| 8 listopada 2016     | Panfilowskaja                                      | 1                                                                                        | Nowa stacja na będącym w eksploatacji torze między stacjami Streszniewo i Zorge      | 203                      | 0                                                                                          | 339,3                                                                                             | |
| 16 marca 2017        |                                                    | Ramienki – Park Pobedy                                                                   | 3                                                                                    | 206                      | 7,3                                                                                        | 346,6                                                                                             | – |
| 31 grudnia 2017      |                                                    | Riecznoj wokzał – Chowrino                                                               | 1                                                                                    | 207                      | 2,9                                                                                        | 349,5                                                                                             | Bez Biełomorskiej |
| 24 lutego 2018       |                                                    | Diełowoj centr                                                                           | -1                                                                                   | 206                      | −3,4                                                                                       | 346,1                                                                                             | Zamknięcie stacji na czas budowy linii Bolszej Kolcewej |
| 26 lutego 2018       |                                                    | Diełowoj centr – Pietrowskij park                                                        | 5                                                                                    | 211                      | 10,5                                                                                       | 359,7                                                                                             | Pierwotnie oznacza numerem 11; wraz z otwarciem przedłużenia linii Bolszej Kolcewej do stacji Mniowniki odnodze do przystanku Diełowoj centr przemianowano na numer 11A |
| 26 lutego 2018       |                                                    | Park Pobedy – Pietrowskij park                                                           | 0                                                                                    | 211                      | 3,1                                                                                        | 359,7                                                                                             | Otwarcie łącznika między linią Sołncewską i linią Bolszą Kolcewą |
| 22 marca 2018        |                                                    | Pietrowsko-Razumowskaja – Sieligierskaja                                                 | 3                                                                                    | 214                      | 4,9                                                                                        | 364,6                                                                                             | – |
| 11 czerwca 2018      | TCz-19 Łichobory                                   | 0                                                                                        | 0                                                                                    | 214                      |                                                                                            | 364,6                                                                                             | – |
| 30 sierpnia 2018     |                                                    | Ramienki – Rasskazowka TCz-18 Sołncewo                                                   | 7                                                                                    | 221                      | 14,2                                                                                       | 378,8                                                                                             | – |
| 20 grudnia 2018      |                                                    | Biełomorskaja                                                                            | 1                                                                                    | 222                      | 0                                                                                          | 378,8                                                                                             | Nowa stacja na będącym w eksploatacji torze między stacjami Riecznoj wokzał i Chowrino |
| 30 grudnia 2018      |                                                    | Pietrowskij park – Sawiołowskaja                                                         | 1                                                                                    | 223                      | 1,9                                                                                        | 380,7                                                                                             | Wraz z otwarciem przedłużenia do stacji Mniowniki linię Bolszą Kolcewą rozdzielono na dwie trasy: nr 11 na odcinku Sawiołowskaja – Mniowniki oraz 11A na odcinku Sawiołowskaja – Diełowoj centr |
| 30 marca 2019        |                                                    | Kachowskaja                                                                              | -1                                                                                   | 222                      | −1,3                                                                                       | 379,4                                                                                             | Zamknięcie na czas remontu |
| 3 czerwca 2019       |                                                    | Kosino – Niekrasowka TCz-20 Rudniowo                                                     | 4                                                                                    | 226                      | 6,9                                                                                        | 386,3                                                                                             | – |
| 20 czerwca 2019      |                                                    | Sałarjewo – Kommunarka                                                                   | 4                                                                                    | 230                      | 9,4                                                                                        | 395,7                                                                                             | – |
| 25 października 2019 |                                                    | Kaszyrskaja – Warszawskaja                                                               | -2                                                                                   | 228                      | −2,0                                                                                       | 393,7                                                                                             | Zamknięcie na czas remontu; po otwarciu odcinek zostanie wcielony w skład linii Bolszej Kolcewej |
| 27 marca 2020        |                                                    | Kosino – Lefortowo                                                                       | 6                                                                                    | 234                      | 15,1                                                                                       | 408,8                                                                                             | Odcinek między stacjami Niżegorodskaja – Elektrozawodskaja zostanie w przyszłości włączony w skład linii Bolszej Kolcewej |
| 22 sierpnia 2020     |                                                    | Riżskaja                                                                                 | -1                                                                                   | 233                      |                                                                                            | 408,8                                                                                             | |
| 12 grudnia 2020      |                                                    | Park Pobiedy – Diełowoj centr                                                            | 1                                                                                    | 234                      | 3,4                                                                                        | 409,1                                                                                             | Ponowne otwarcie zamkniętej w 2018 roku stacji Diełowoj centr |
| 12 grudnia 2020      | Park Pobiedy – Szelepicha                          | 0                                                                                        | -3,1                                                                                 | 234                      | Zamknięcie łącznika między linią Sołncewską i linią Bolszą Kolcewą dla ruchu pasażerskiego | 409,1                                                                                             | |
| 31 grudnia 2020      |                                                    | Lefortowo – Elektrozawodskaja                                                            | 1                                                                                    | 235                      | 1,0                                                                                        | 410,1                                                                                             | Odcinek między stacjami Niżegorodskaja – Elektrozawodskaja zostanie w przyszłości włączony w skład linii Bolszej Kolcewej |
| 1 kwietnia 2021      |                                                    | Choroszowskaja – Mniowniki                                                               | 2                                                                                    | 237                      | 4,6                                                                                        | 414,7                                                                                             | Wraz z otwarciem przedłużenia do stacji Mniowniki linię Bolszą Kolcewą rozdzielono na dwie trasy: nr 11 na odcinku Sawiołowskaja – Mniowniki oraz 11A na odcinku Sawiołowskaja – Diełowoj centr |
| 7 grudnia 2021       | Mniowniki – Kachowskaja                            | 10                                                                                       | 247                                                                                  | 23,9                     | 438,6                                                                                      | Otwarcie stacji Kachowskiej po remoncie trwającym od 2019 roku                                    | |
| 7 maja 2022          |                                                    | Riżskaja                                                                                 | 1                                                                                    | 248                      |                                                                                            | 438,6                                                                                             | Otwarcie po przebudowie |
| 12 listopada 2022    |                                                    | Awtozawodskaja – Oriechowo                                                               | -5                                                                                   | 243                      |                                                                                            | 438,6                                                                                             | Zamknięcie z powodu remontu odcinku tunelu |
| 17 lutego 2023       |                                                    | Niżegorodskaja – Elektrozawodskaja                                                       | -3                                                                                   | 243                      |                                                                                            | 438,6                                                                                             | |
| 20 lutego 2023       |                                                    | Niżegorodskaja – Elektrozawodskaja TCz-21 Niżegorodskoje                                 | 4                                                                                    | 243                      |                                                                                            | 438,6                                                                                             | Otwarcie wszystkich peronów stacji Niżegorodskaja, stacja obecnie obsługuje linie 11 oraz 15 z przesiadką „drzwi w drzwi” |
| 1 marca 2023         |                                                    | Niżegorodskaja – Kachowskaja Sawiołowskaja – Elektrozawodskaja                           | 10                                                                                   | 253                      | 5,1                                                                                        | 443,7                                                                                             | |
| 10 maja 2023         |                                                    | Awtozawodskaja – Oriechowo                                                               | 5                                                                                    | 258                      |                                                                                            | 443,7                                                                                             | Otwarcie po remoncie |
| 6 września 2023      |                                                    | Rasskazowka – Aeroport Wnukowo                                                           | 2                                                                                    | 260                      | 5,4                                                                                        | 449,1                                                                                             | |
| 7 września 2023      |                                                    | Sieligierskaja – Fiztech                                                                 | 3                                                                                    | 263                      | 5,8                                                                                        | 454,9                                                                                             | |
| 5 września 2024      |                                                    | Nowomoskowskaja – Potapowo                                                               | 1                                                                                    | 264                      | 2,4                                                                                        | 457,3                                                                                             | |
| 7 września 2024      |                                                    | Nowatorskaja – Tiutczewskaja                                                             | 4                                                                                    | 268                      | 8,3                                                                                        | 462.4                                                                                             | |

## Linie metra

### Czynne
| Symbol   | Nazwa (cyrylica)               | Nazwa (trb. polska)              | Stacje końcowe                                                | Otwarcie | Ostatnia rozbudowa | Długość (km) | Liczba stacji | Typ                |
| -------- | ------------------------------ | -------------------------------- | ------------------------------------------------------------- | -------- | ------------------ | ------------ | ------------- | ------------------ |
|          | Сокольническая                 | Sokolniczeskaja                  | Bulwar Rokossowskogo – Potapowo                               | 1935     | 2024               | 43.4         | 27            | metro              |
|          | Замоскворецкая                 | Zamoskworieckaja                 | Chowrino – Ałma-Atinskaja                                     | 1938     | 2018               | 42.9         | 24            | metro              |
|          | Арбатско-Покровская            | Arbatsko-Pokrowskaja             | Piatnickoje Szosse – Szczołkowskaja                           | 1938     | 2012               | 45.0         | 22            | metro              |
|          | Филёвская                      | Filowskaja                       | Aleksandrowskij Sad – Kuncewskaja                             | 1958     | 1965               | 14.9         | 11            | metro              |
|          | Филёвская                      | Filowskaja                       | Aleksandrowskij Sad – Meżdunarodnaja                          | 2005     | 2006               | 14.9         | 6             | metro              |
|          | Кольцевая                      | Kolcewaja                        | ↱ Biełorusskaja – Krasnopriesnienskaja ↲                      | 1950     | 1954               | 19.2         | 12            | metro              |
|          | Калужско-Рижская               | Kałużsko-Riżskaja                | Miedwiedkowo – Nowojasieniewskaja                             | 1958     | 1990               | 37.9         | 24            | metro              |
|          | Таганско-Краснопресненская     | Tagansko-Krasnopriesnienskaja    | Płaniernaja – Kotielniki                                      | 1966     | 2015               | 42.3         | 23            | metro              |
|          | Калининская                    | Kalininskaja                     | Nowokosino – Trietjakowskaja                                  | 1979     | 2012               | 16.3         | 8             | metro              |
|          | Солнцевская                    | Sołncewskaja                     | Aeroport Wnukowo – Diełowoj centr                             | 2014     | 2023               | 28.4         | 14            | metro              |
|          | Серпуховско-Тимирязевская      | Sierpuchowsko-Timiriaziewskaja   | Ałtufjewo – Bulwar Dmitrija Donskogo                          | 1983     | 2002               | 41.4         | 25            | metro              |
|          | Люблинско-Дмитровская          | Lublinsko-Dmitrowskaja           | Fiztech – Ziablikowo                                          | 1995     | 2023               | 43.9         | 26            | metro              |
|          | Большая Kольцевая              | Bolszaja Kolcewaja               | ↱Sawiołowskaja – Kachowskaja↲                                 | 2018     | 2023               | 62.6         | 29            | metro              |
|          | Бутовская                      | Butowskaja                       | Bitcewskij park – Buninskaja alleja                           | 2003     | 2014               | 10.0         | 7             | metro              |
|          | Некрасовская                   | Niekrasowskaja                   | Elektrozawodskaja – Niekrasowka                               | 2019     | 2020               | 14.0         | 8             | metro              |
|          | Троицкая                       | Troickaja                        | Nowatorskaja – Tiutczewskaja                                  | 2024     | 2024               | 8.3          | 4             | metro              |
| Łącznie: | Łącznie:                       | Łącznie:                         | Łącznie:                                                      | Łącznie: | Łącznie:           | 462.4        | 268           |                    |
|          | Московский монорельс           | Moskiewska kolej jednoszynowa    | Timiriaziewskaja – Ulica Siergieja Eisensteina                | 2004     | 2004               | 4.7          | 6             | kolej jednoszynowa |
|          | Московское центральное кольцо  | Moskiewski pierścień centralny   | ↱ Okrużnaja – Łichobory ↲                                     | 2016     | 2016               | 54.0         | 31            | kolej miejska      |
|          | Белорусско-Савёловский диаметр | Średnica Biełorussko-Sawiołowska | Odincowo – Łobnia                                             | 2019     | 2023               | 52.0         | 25            | kolej miejska      |
|          | Курско-Рижский диаметр         | Średnica Kursko-Riżska           | Nachabino – Podolsk                                           | 2019     | 2023               | 80.0         | 37            | kolej miejska      |
|          | Ленинградско-Казанский диаметр | Średnica Leningradsko-Kazańska   | Kriukowo – Ippodrom                                           | 2023     | 2024               | 85.0         | 39            | kolej miejska      |
|          | Калужско-Нижегородский диаметр | Średnica Kałużsko-Niżegorodska   | Aprielewka – Żeleznodorożnaja Sołnecznaja –Nowopieriediełkino | 2023     | 2023               | 86.0         | 36            | kolej miejska      |
| Łącznie: | Łącznie:                       | Łącznie:                         | Łącznie:                                                      | Łącznie: | Łącznie:           | 822.2        | 437           |                    |

### Budowane i planowane
| Symbol | Nazwa (cyrylica)      | Nazwa (trb. polska)      | Stacje końcowe             | Planowane otwarcie | Długość (km) | Liczba stacji |
| ------ | --------------------- | ------------------------ | -------------------------- | ------------------ | ------------ | ------------- |
|        | Рублёво-Архангельская | Rubliowo-Archangielskaja | Ilinskaja – Diełowoj centr | 2027               | 18,7         | 10            |
|        | Бирюлёвская           | Biriulowskaja            | ZIL – Biriulowo            | 2027               | 20,7         | 10            |

## Zajezdnie
- ТCz-1 Siewiernoje (Северное)
- ТCz-2 Sokoł (Сокол)
- ТCz-3 Izmajłowo (Измайлово)
- ТCz-4 Krasnaja Priesnia (Красная Пресня)
- ТCz-5 Kałużskoje (Калужское)
- ТCz-6 Płaniernoje (Планерное)
- ТCz-7 Zamoskworieckoje (Замоскворецкое)
- ТCz-8 Warszawskoje (Варшавское)
- ТCz-9 Fili (Фили)
- ТCz-10 Swibłowo (Свиблово)
- ТCz-11 Wychino (Выхино)
- ТCz-12 Nowogiriejewo (Новогиреево)
- ТCz-13 Czerkizowo (Черкизово)
- ТCz-14 Władykino (Владыкино)
- ТCz-15 Pieczatniki (Печатники)
- TCz-16 Mitino (Митино)
- ТCz-17 Bratiejewo (Братеево)
- TCz-18 Sołncjewo (Солнцево)
- TCz-19 Lichobory (Лихоборы)
- TCz-20 Rudniowo (Руднёво)
- TCz-21 Niżegorodskoje (Нижегородское)

W trakcie budowy znajduje się zajezdnia TCz-22 Amińjewskoje (Аминьевское)

## Metro ściśle tajne
W Moskwie oprócz powszechnie znanej i bardzo rozbudowanej sieci metra istnieje też drugie, całkowicie niezależne od tego pierwszego. Określane kryptonimem system D-6 (Д-6) zaś od publikacji w 1992 w czasopiśmie „Ogoniok” bardziej znane jako Metro-2. Składa się prawdopodobnie z trzech linii tylko do użytku aparatu władzy i wojska.